# グレゴリオ・アメストイ
グレゴリオ・アメストイ・ケレヘタ（Gregorio Ameztoy Querejeta、1910年5月15日 - 1972年10月24日）は、フィリピン・ラ・カルロタ出身の元サッカー選手。ポジションはミッドフィールダー。
ラ・リーガでプレーした最初のアジア人選手。厳密には、1920年代にFCバルセロナで活躍した同じくフィリピン人のパウリーノ・アルカンタラが史上初のアジア人プレーヤーだが、アルカンタラは後にスペイン国籍を取得し、スペインでフル代表デビューしているため、スペイン人とみなすと、このアメストイが歴史上初のラ・リーガでプレーしたアジア人である。
レアル・サラゴサでは公式戦150試合以上に出場し、1935-36シーズンのクラブ初のプリメーラ昇格に貢献した。